# Tuấn Ngọc
Tuấn Ngọc (nacido en 1947), cuyo nombre verdadero es Lữ Anh Tuấn, es un cantante vietnamita. Está considerado uno de los mejores intérpretes, dentro de la indrustria musical de Vietnam. 

## Biografía
Tuấn Ngọc nació en el seno de una familia de artistas. Su padre, Tuấn Ngọc, formó parte de una banda musical llamada Lữ Liên. Sus hermanos también son artistas, como  Bích Chiêu, Anh Tú, Khánh Hà, Thúy Anh, Lan Anh y Lưu Bích.
Desde los 4 años de edad empezó a cantar, participó en un programa infantil de canto en una radioemisora. Durante esos años siguientes, colaboró en unos programas específicos dirigidos a los niños. Se unió a un dúo musical infantil llamado Quốc Thắng y Kim Chi. 
A finales de los años 1960, cuando los niños empezaron a desarrollar su movimiento musical, Tuấn Ngọc comenzó a interpretar temas musicales bastantes conocidos, aunque cantados en inglés. A principios de los años 1970, formó parte de dos bandas musicales reconocidas como The Strawberry Four y The Top Five.
Después de 1975, Tuấn Ngọc inmigró a los Estados Unidos y se instaló en California. Durante un tiempo vivió también en Hawái. A mediados de la década de los años 1980, regresó a California y comenzó allí su carrera musical con éxito.

## Discografía
- Chuyện tình buồn (Làng Văn CD 15), 1990
- Thương ai (Mai Productions), 1992, với Ý Lan
- Môi nào hãy còn thơm (Diễm Xưa CD 57), 1993, với Trịnh Vĩnh Trinh
- Ngày đó chúng mình / Tình ca Phạm Duy (Khánh Hà CD 21), với Khánh Hà
- Em ngủ trong một mùa đông (Diễm Xưa CD 62), tình khúc Đăng Khánh
- Rong rêu
- Mưa trên vùng tóc rối, 1999, tình khúc Lê Xuân Trường
- Lối về (Bích Thu Vân CD 1), với Cẩm Vân
- Em đi như chiều đi (Bích Thu Vân CD 2)
- Đừng bỏ em một mình (Bích Thu Vân CD 3) , với Ý Lan
- Đêm thấy ta là thác đổ (Bích Thu Vân CD 4), 15 tình khúc Trịnh Công Sơn
- Lá đổ muôn chiều
- Phôi pha
- Riêng một góc trời
- Tâm sự gởi về đâu
- Hoài cảm, với Thái Hiền
- Tình yêu, với Thanh Hà
- Đi giữa mọi người để nhớ một người, 2001
- Dù nghìn năm qua đi, nhạc Đăng Khánh
- Bến lỡ , với Ý Lan, tình khúc phổ thơ Hoàng Ngọc Ẩn
- Lời yêu thương, với Ý Lan
- Sao đổi ngôi, 2002, tình khúc Bảo Trường, với Ý Lan.
- Collection Và tôi mãi yêu em / Trên bờ môi dấu yêu  (Asia CD 172 : The best of Tuấn Ngọc, 4 CD), 2002
- Giọt lệ cho ngàn sau, tình khúc Từ Công Phụng
- Hãy yêu nhau đi Vol. 2, 2005
- Tình cuốn mây ngàn, 2005, với Quang Dũng
- Chiều nay không có em